# Mang, Đức Hoành
Mang (chữ Hán: 芒市, bính âm: Máng shì, trước năm 2010 gọi là Lộ Tây, chữ Hán giản thể: 潞西市, bính âm: Lùxī shì) là một thành phố cấp huyện thuộc châu tự trị dân tộc Thái, Cảnh Pha Đức Hoành, tỉnh Vân Nam, Cộng hòa Nhân dân Trung Hoa. Thành phố này có diện tích 2.987 km² và dân số khoảng 343.400 người. Huyện Lộ Tây đã được nâng thành huyện cấp thị (thành phố) năm 1996. Khu trung tâm của thành phố này là trấn Mang Thị (芒市). Các dân tộc sinh sống trong huyện cấp thị này là Thái, Cảnh Pha, Đức Ngang, A Xương, Lật Túc và Hán, tổng nhân khẩu 37 vạn, trong đó các dân tộc thiểu số chiếm 51%.

## Phân chia hành chính
Thành phố bao gồm 1 nhai đạo, 5 trấn, 5 hương và 1 hương dân tộc.
- Nhai đạo:
  - Mãnh Hoán (勐焕)
- Trấn:
  - Mang Thị (芒市)
  - Già Phóng (遮放)
  - Mãnh Kiết (勐戛)
  - Mang Hải (芒海)
  - Phong Bình (风平)
- Hương
  - Hiên Cương (轩岗)
  - Giang Đông (江东)
  - Tây Sơn (西山)
  - Trung Sơn (中山)
  - Ngũ Xóa Lộ (五岔路)
  - Tam Đài Sơn Đức Ngang tộc (三台山德昂族)

## Đổi tên
Thành phố Mang nguyên gọi là Lộ Tây, trước đây còn gọi là "Mãnh Hoán" (phát âm: Měng Huàn). Năm 2008, 4.751 nhân sĩ sinh sống tại Lộ Tây tiến hành điều tra dân ý về việc khôi phục địa danh lịch sử, trong đó tên gọi Mang được 96,96% dân cư tán thành. Năm 2010, thành phố này được chính thức khôi phục địa danh lịch sử cổ là Mang.

## Danh thắng, phong cảnh
- Tháp Thụ Bao
- Độc thụ thành lâm: gừa (tại Trung Quốc gọi là dong thụ, Ficus microcarpa)
- Thụy Lệ giang
- Mãnh Hoán đại kim tháp: Phật tháp lớn nhất tại Đông Á.